# Nesticus ramirezi
Nesticus ramirezi is een spinnensoort in de taxonomische indeling van de holenspinnen (Nesticidae).
Het dier behoort tot het geslacht Nesticus. De wetenschappelijke naam van de soort werd voor het eerst geldig gepubliceerd in 2002 door Ott & Lise.

## Voorkomen
De soort komt voor in de zuidelijke delen van Zuid-Amerika en is voor het eerst ontdekt in Argentinië.